# Verde primavera
Verde primavera es la denominación colectiva de diversas coloraciones verdes o verdosas. La denominación cromática «verde primavera» proviene del acervo iconolingüístico de los países anglohablantes (del inglés spring green), que ha ingresado a los países de habla hispana a través de catálogos de colores de pinturas y de productos, donde los nombres de los colores a menudo son traducidos literalmente. En ocasiones deriva de coloraciones descritas en francés (vert printemps).
Su definición como color es imprecisa o ambigua, ya que deriva de la estación de la primavera, por lo que depende de la inspiración o la elección arbitraria de los autores. A nivel de los colores web por ejemplo, se le denomina así actualmente a un color verde cian saturado llamado spring green, que en programación es posible invocarlo por su nombre, además de por su valor hexadecimal, y son los siguientes:
|           | SpringGreen          | MediumSpringGreen  |
| HTML      | #00FF7F              | #00FA9A            |
| RGB       | (0, 255, 127)        | (0, 250, 154)      |
| HSV       | (150°, 100 %, 100 %) | (150°, 97 %, 97 %) |
| Protocolo | X11                  | X11                |

Se usó el verde primavera desde 1766 para definir colores verde amarillentos. En general, puede ser un color verde amarillo moderado, verde amarillento claro, verde amarillo fuerte y verde amarillo gríseo. También puede denominarse «verde primavera» a otro color que se origina en el idioma inglés: el primrose green, que es un amarillo verdoso pálido; en este caso, «primavera» alude a las plantas conocidas como prímula o primavera (Primula sp.), que además tienen flores de variado colorido, y no a la estación del año homónima.
Ejemplos de un verde gris amarillento, un verde claro, un verde amarillo y un gris verdoso:
|            | Spring green                                        | Spring green       | Spring green                                            | Spring green                         |
| HTML       | #8A9A5B                                             | #93C592            | #7E9F2E                                                 | #8F9779                              |
| RGB        | (138, 154, 91)                                      | (147, 197, 146)    | (126, 159, 46)                                          | (143, 151, 121)                      |
| HSV        | (75°, 41 %, 60 %)                                   | (119°, 26 %, 77 %) | (78°, 71 %, 62 %)                                       | (76°, 20 %, 59 %)                    |
| Referencia | Maerz & Paul, 1930 Taylor, Knoche & Granville, 1950 | Maerz & Paul, 1930 | TCCA (anterior a 1951) Taylor, Knoche & Granville, 1950 | Federal Specification TT-C-595, 1950 |

Verde primavera también puede ser un verde vivo o un verde muy oscuro:
|            | Vert printemps | Vert printemps        |
| HTML       | #17B156        | #003A24               |
| RGB        | (23, 177, 86)  | (0, 58, 36)           |
| Referencia | en acuarela    | en pintura decorativa |

Rueda de color RGB

Es un color que tradicionalmente se consideraba del lado amarillo del verde, pero en los sistemas informáticos modernos basados en el código RGB está a medio camino entre el cian y el verde en el círculo cromático.
El verde primavera moderno, cuando se representa en el espacio de color CIE 1931, corresponde a un estímulo visual de unos 505 nanómetros en el espectro visible. En el espacio de color HSV, cuya expresión se conoce como rueda de color RGB, el verde primavera tiene un tono de 150° y es uno de los colores intermedios, donde es el color complementario de color rosa.
El primer uso registrado del verde primavera como nombre de color en inglés se produjo en 1766, refiriéndose aproximadamente al color que ahora se llama spring bud.

## Verde primavera (computadora)

### Verde primavera (HTML)
Verde primavera (spring green en inglés) es un color web, común a X11 y HTML.

### Verde primavera medio
A la derecha se muestra el color verde primavera medio. Es un color web que está próximo al verde primavera en la rueda de colores, un poco más cerca del cian que del verde.

### Verde primavera oscuro
A la derecha se muestra el color web verde primavera oscuro.

### Variaciones web adicionales del verde primavera

#### Crema de menta
A la derecha se muestra el color web crema de menta, un matiz pastel pálido del verde primavera.
Es una representación del color del interior de un dulce de menta (que tiene forma de disco con crema de mantequilla con sabor a menta en el interior y una capa de chocolate en el exterior).

#### Verde mar

Bandera de una propuesta de "República Británica" utilizada por el Cartismo y los Radicales en el. El color verde mar fue utilizado a menudo por los cartistas y anteriormente por los niveladores. Un grupo de intelectuales 'republicanos ingleses' utilizó una versión de este diseño tricolor, pero con el color azul en la parte de arriba

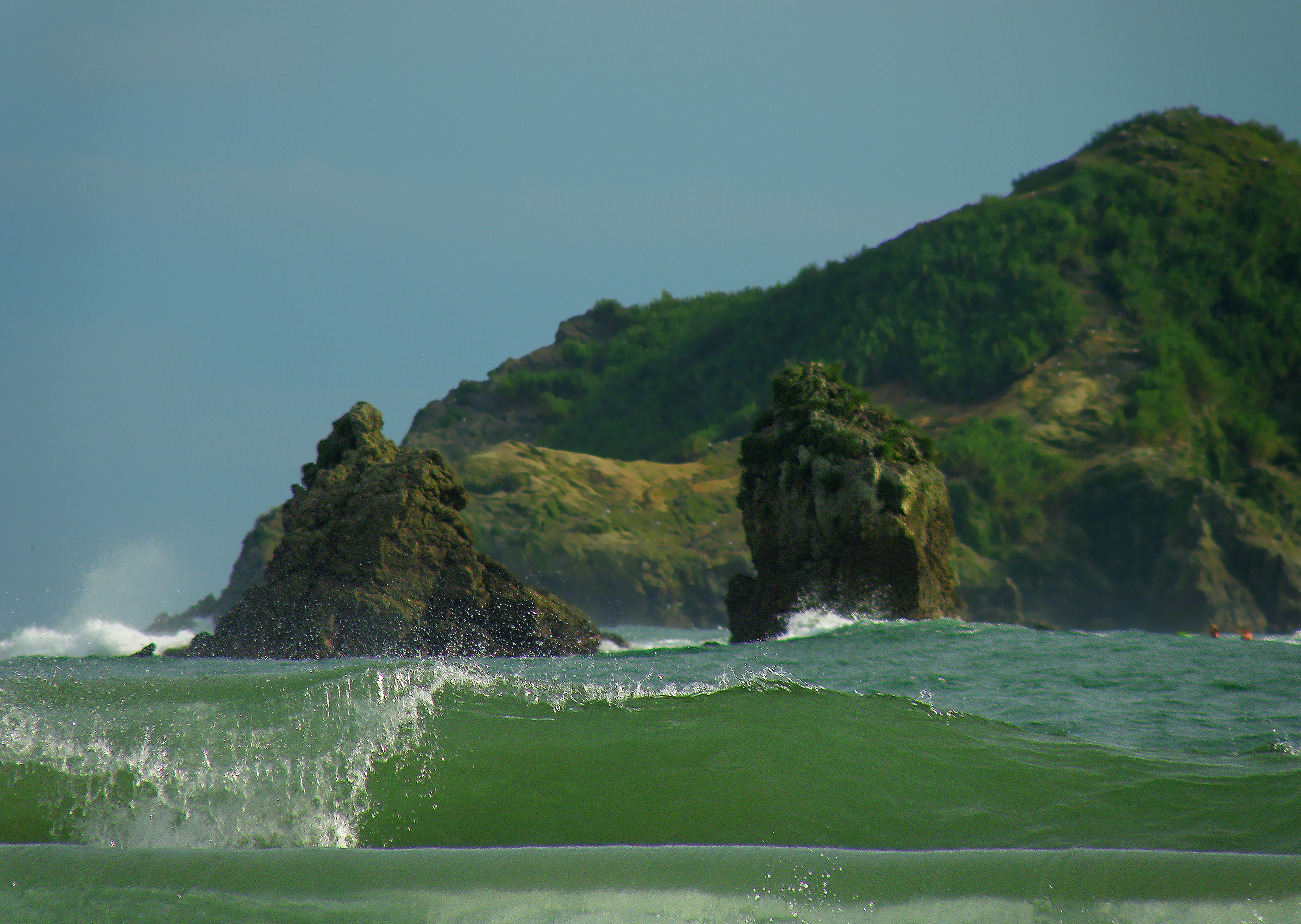
Verde mar en el Parque nacional Manuel Antonio, Costa Rica

El verde mar es un tono del color cian que se asemeja al tono del agua de mar poco profunda vista desde la superficie.
Destaca por ser el color emblemático del partido de los niveladores en la política de la Inglaterra de 1640. Los partidarios de la nivelación usaban una cinta de color verde mar, de manera similar al empleo de un lazo de cinta roja fijado a la ropa para dar visibilidad a la lucha contra el sida.

#### Verde mar medio
A la derecha se muestra el color web verde mar medio, un tono sombreado del verde primavera medio.

#### Aguamarina

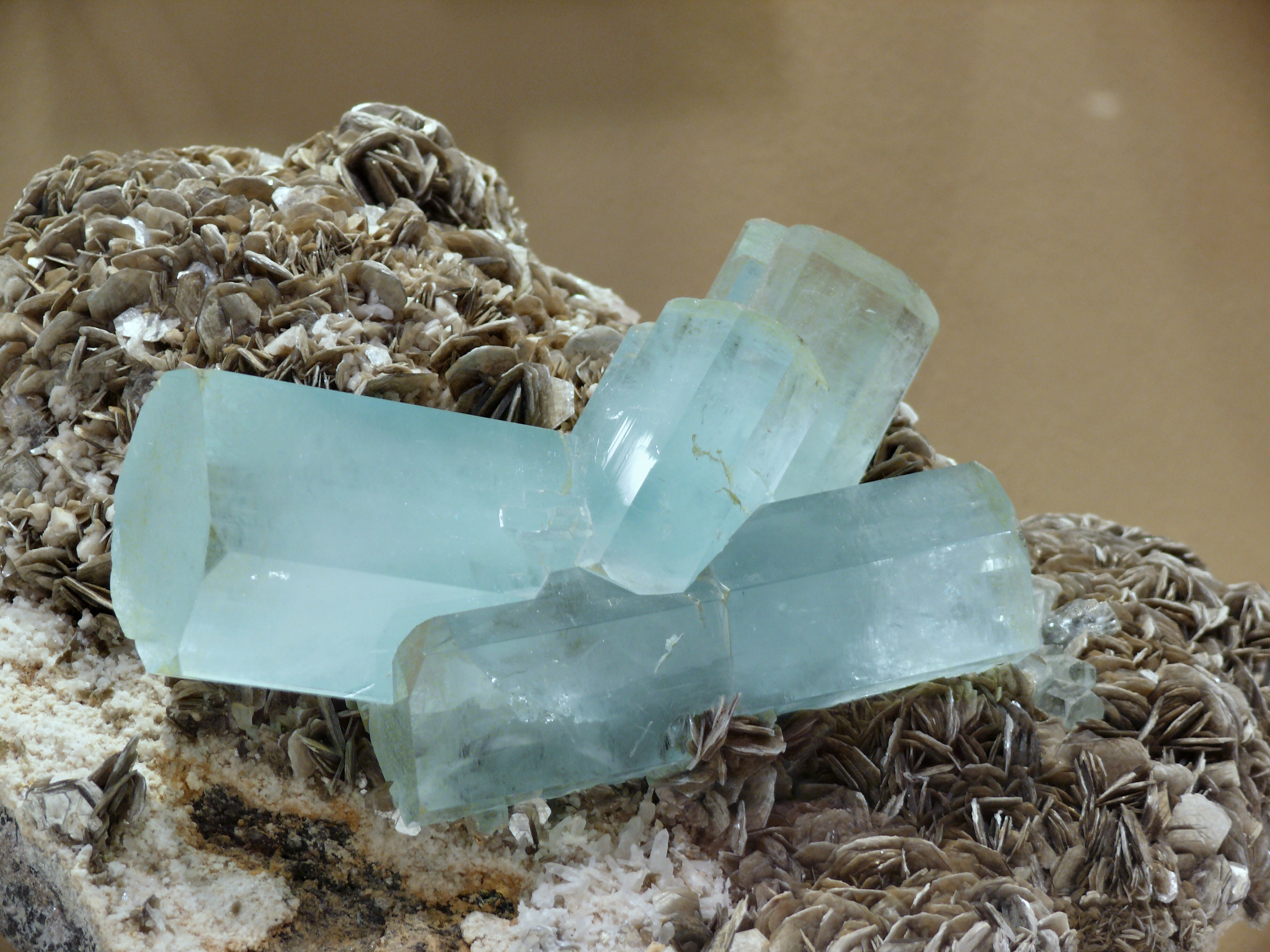
Cristales de aguamarina sobre moscovita

Aguamarina es un color que es un matiz pálido brillante del verde primavera, con un tono hacia el cian. Representa el color de la piedra preciosa aguamarina. Tradicionalmente, se afirma que es el color de los nacidos del 21 de enero al 20 de febrero en el zodiaco tropical, y del 14 de febrero al 15 de marzo en el zodiaco sideral.

## Verde primavera (tradicional)

### Brote de primavera
El color brote de primavera (spring bud en inglés) solía llamarse verde primavera antes de que se formulara el color web también denominado verde primavera en el sistema de ventanas X en 1987, cuando se formalizaron los nombres de los colores X11. Posteriormente ha pasado a llamarse brote de primavera para evitar confusiones con el color web.
El color también se denomina verde primavera suave, verde primavera (tradicional) o verde primavera (M&P).
El primer uso registrado del verde primavera como nombre de color en inglés (es decir, el color que ahora se llama brote de primavera) fue en 1766.

### Variaciones adicionales del verde primavera tradicional

#### Esmeralda
| green    |
| emerald  |
| viridian |

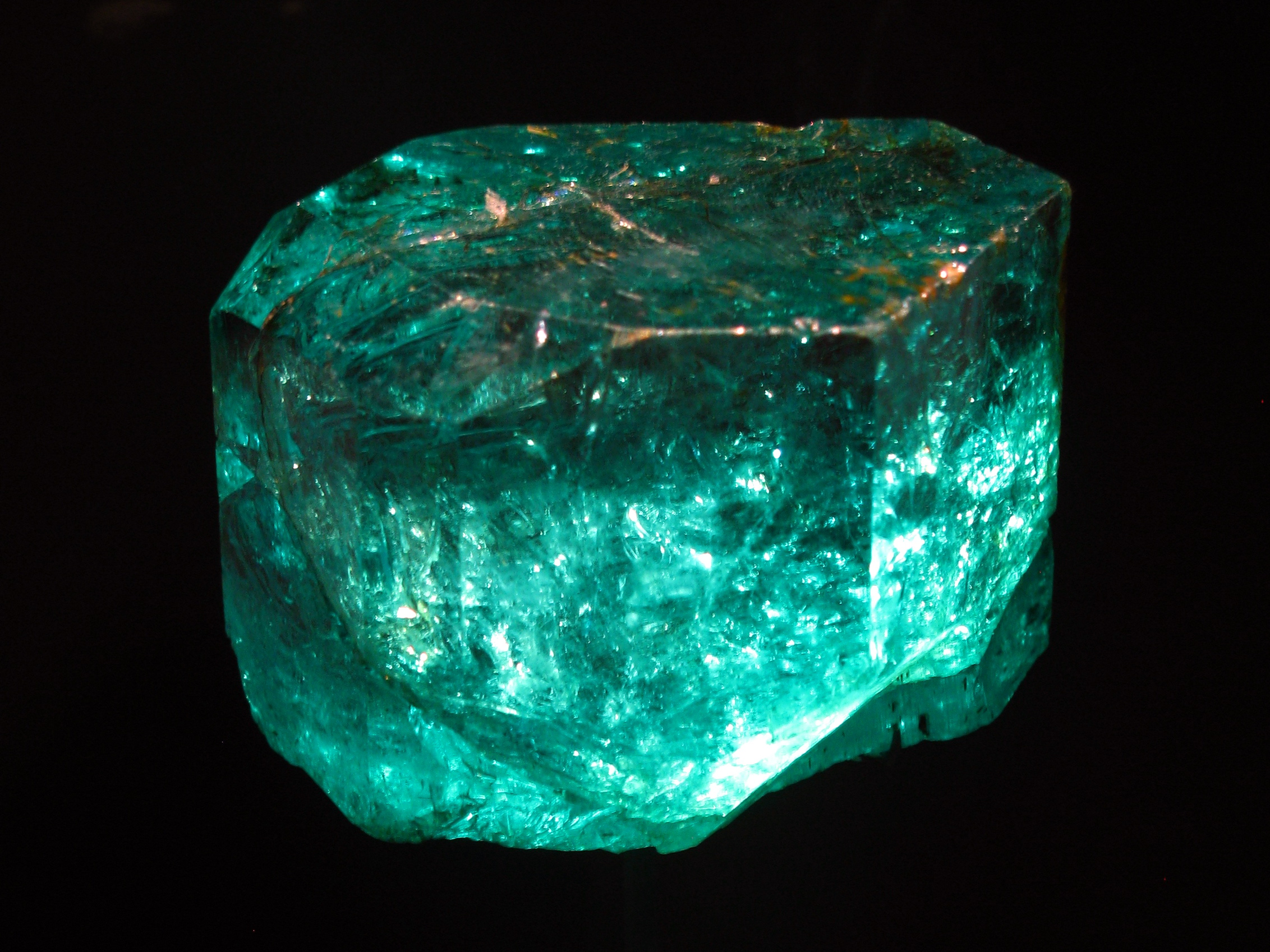
La esmeralda en la imagen es la piedra conocida como esmeralda Gachalá

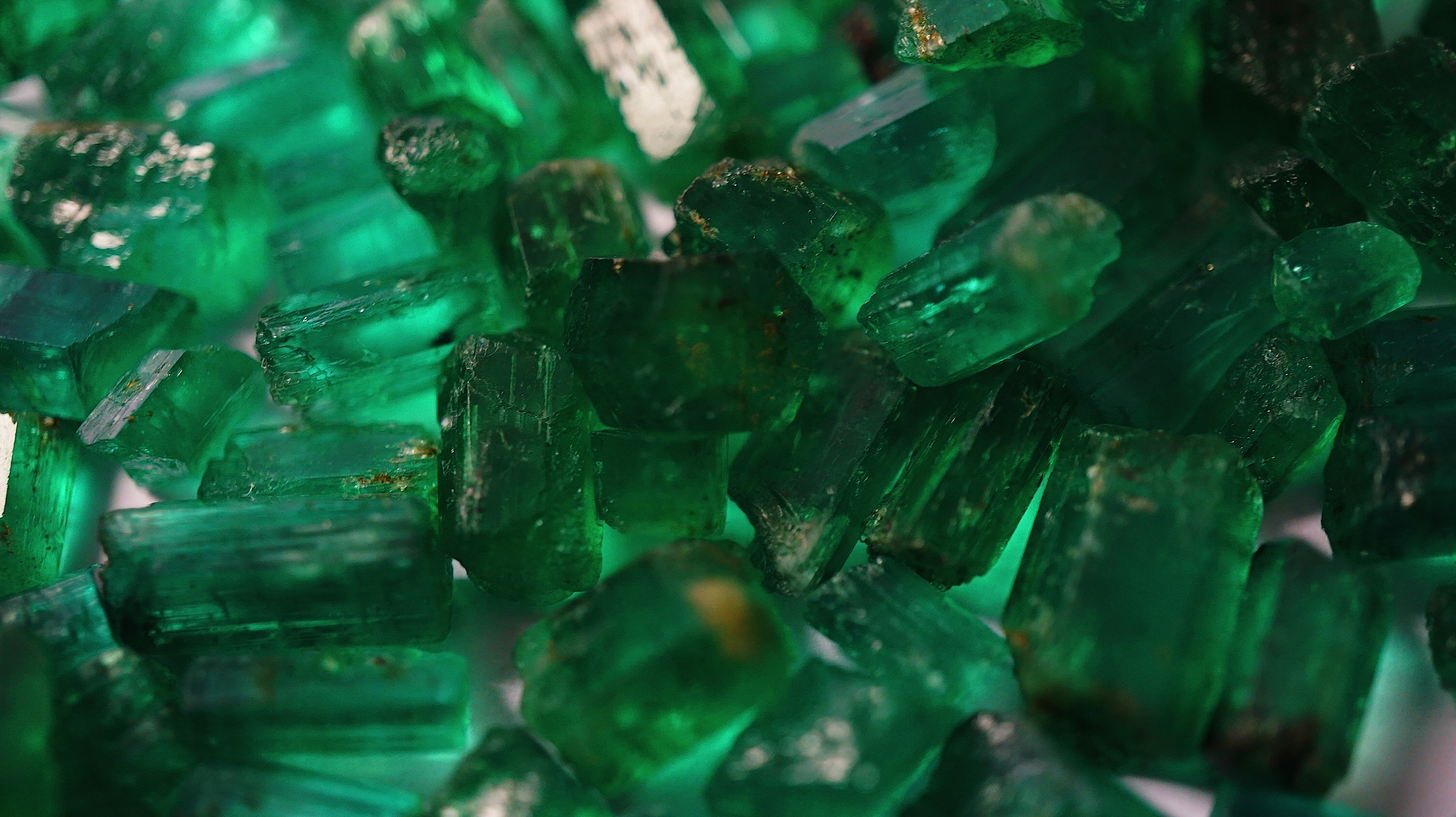
Cristales de esmeralda

El esmeralda, también denominado verde esmeralda, es un tono que es particularmente claro y brillante, con un tenue matiz azulado. El nombre deriva de la apariencia típica de la gema esmeralda.
El primer uso registrado de esmeralda (emerald en inglés) como nombre de color en la lengua inglesa data de 1598.
A veces se hace referencia a Irlanda como la Isla Esmeralda debido al verdor de sus prados. También se considera tradicionalmente la piedra de las personas nacidas en mayo. A veces se hace referencia a Seattle como la "Ciudad Esmeralda", porque sus copiosas lluvias mantienen una abundante vegetación. En la Edad Media, se creía que La Tabla de Esmeralda de Hermes Trismegisto contenía los secretos de alquimia. La "Ciudad Esmeralda", de la historia de El maravilloso mago de Oz, de L. Frank Baum, es una ciudad donde todo, desde la comida hasta la gente, es de color verde esmeralda. Sin embargo, se revela al final de la historia que todo en la ciudad es de color normal, pero las gafas que todos usan son de color esmeralda. A la Zona Verde de Bagdad se la llama a veces, irónica y cínicamente, la "Ciudad Esmeralda". El Buda de esmeralda es una figura de un buda sentado, hecha de jade verde (en lugar de esmeralda), revestida de oro y de unos 45 cm de altura. Se conserva en la "Capilla del Buda Esmeralda" (Templo del Buda de Esmeralda) en los terrenos del Gran Palacio de Bangkok. El Triángulo Esmeralda se refiere a los tres condados de Mendocino, Humboldt y Trinity del norte de California, Estados Unidos, porque son los condados productores de cannabis más grandes de California y también de los EE. UU. Un estudio encargado por el condado informa que la marihuana representa hasta dos tercios de la economía de Mendocino. Ciudades Esmeralda: Sostenibilidad Urbana y Desarrollo Económico es un libro publicado en 2010 por Joan Fitzgerald, directora del programa de leyes, políticas y sociedad de la Universidad del Nordeste, sobre planeamiento urbanístico ecológicamente sostenible.
El pigmento esmeralda se sintetizó por primera vez en Alemania en 1814, obteniéndose un tono azul verdoso brillante a partir de ácido acético calentado con un poco de arsénico. Durante el siglo XIX, el tinte denominado verde de París (que también contiene arsénico) se comercializó como verde esmeralda. Llegaría a ser conocido por causar numerosas muertes por intoxicación debido a que era un color popular utilizado para decorar el papel pintado empleado para recubrir paredes. Las mujeres victorianas usaban este color brillante para los vestidos y los floristas lo usaban en las flores de tela.

#### Viridián
| green    |
| viridian |
| teal     |

A la derecha se muestra el color viridián, un tono medio del verde primavera.
El primer uso registrado de viridian como nombre de color en inglés data de la década de 1860 (año exacto incierto).

## Otras variaciones del verde primavera

### Verde (CMYK) (pigmento verde)
El color definido como verde (CMYK) se muestra a la derecha. También es conocido como "pigmento verde" en el sistema de color CMYK utilizado en impresión, correspondiendo al tono que se logra al mezclar los colorantes cian y amarillo de una impresora en proporciones iguales.

Cian, magenta, y amarillo son los tres colores primarios usados en impresión

El propósito del sistema de color CMYK es proporcionar la máxima gama posible de colores reproducibles en la impresión.
El color indicado es solo aproximado, ya que los colores de las tintas de impresión pueden variar.

### Verde (NCS) (verde primario psicológico)

Aproximaciones dentro de la gama sRGB a los colores primarios del sistema de color natural, un modelo basado en la teoría del proceso oponente de la visión del color

El color definido como verde (NCS) en el Natural Colour System se muestra a la derecha (NCS 2060-G). El sistema de color natural está basado en los cuatro tonos únicos o colores primarios psicológicos (rojo, amarillo, verde y azul), y está fundamentado a su vez en la teoría del proceso oponente de la visión.
El Sistema de Color Natural es ampliamente utilizado en Escandinavia.

### Verde (Munsell)

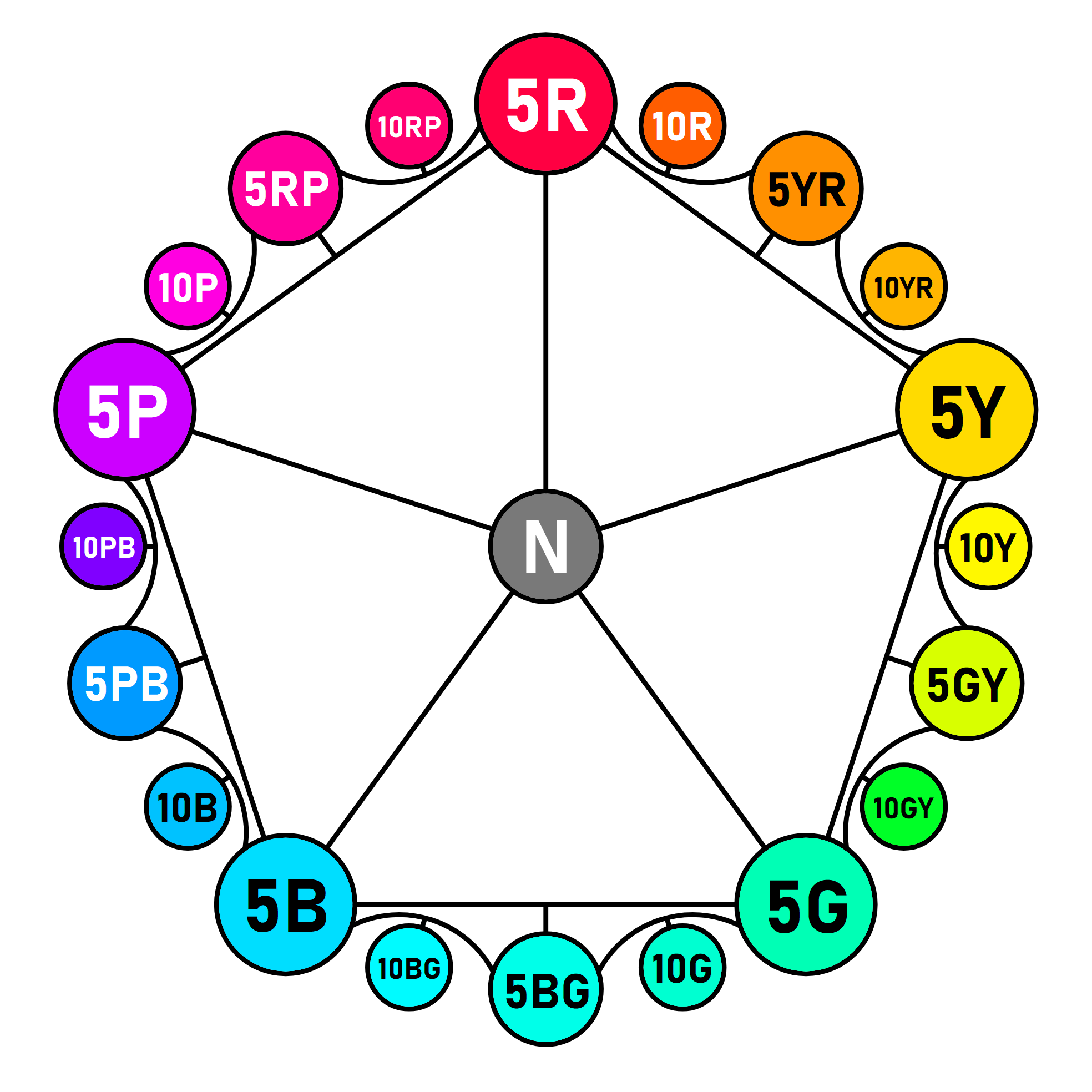
Rueda de matices del espacio de color Munsell, con los colores más cromáticos de cada matiz dentro del gamut sRGB

El Sistema de Color Munsell es un espacio de color que especifica los colores basándose en tres dimensiones del color: matiz, valor (claridad), y croma (colorido), espaciados uniformemente (en términos de percepción humana) en tres dimensiones en el sólido de color de Munsell. Para que todos los colores estén espaciados uniformemente, fue necesario usar un círculo cromático con cinco colores primarios, no arbitrarios, uniformemente espaciados en términos de matiz: rojo, amarillo, verde, azul, y púrpura.
El color de la muestra es el verde más cromático (colorido) dentro del gamut sRGB que está en el matiz de 5G (verde primario) en el espacio de color Munsell.

### Verde (Pantone)
El verde (Pantone) es uno de los colores de la gama Pantone.
El origen de este color es la lista de colores "Pantone Textile Paper eXtended (TPX)", color # green C, EC, HC, PC, U o también UP—green.

### Verde (Crayola)
El verde (Crayola) es el color llamado simplemente verde en los crayones de la marca Crayola.
Fue uno de los crayones Crayola originales introducidos en 1903.

### Erin
A la derecha se muestra el color erin.
El primer uso registrado de erin como nombre de color data de 1922.

### Menta brillante
A la derecha se muestra el color menta brillante.

### Verde oscuro
El verde oscuro se corresponde con un tono de luminosidad muy baja. Se ha designado un tono de verde diferente como "verde oscuro (X11)" para ciertos usos en informática.

### Verde pastel oscuro
A la derecha se muestra el color verde pastel oscuro.

### Verde chillón
El color verde chillón se muestra a la derecha.
Fue rebautizado como ultra green por Crayola en 1990.
Se trata de un color fluorescente.

### Azul Cambridge
El azul Cambridge es el color comúnmente utilizado por los equipos deportivos de la Universidad de Cambridge.
Este color es en realidad un tono medio del verde primavera. Los colores verde primavera son colores con un código h (hue code) de entre 135 y 165; este color tiene un código h de 140, colocándolo dentro del rango de colores verde primavera en la rueda de color RGB.

### Verde caribeño
A la derecha se muestra el color verde caribeño. Es un color Crayola, formulado en 1997.

### Menta mágica
A la derecha se muestra el color menta mágica, un tono claro del verde primavera.
También se puede definir como un tono claro del color menta.
Se empleó un color muy similar en el diseño de losetas cerámicas (a menudo con un borde negro contrastante), llegando a ser una opción popular para la decoración de cuartos de baño, cocinas y piscinas de hoteles de lujo durante la década de 1930.
Es un color Crayola formulado en 1990 y posteriormente retirado en 2003.

### Menta

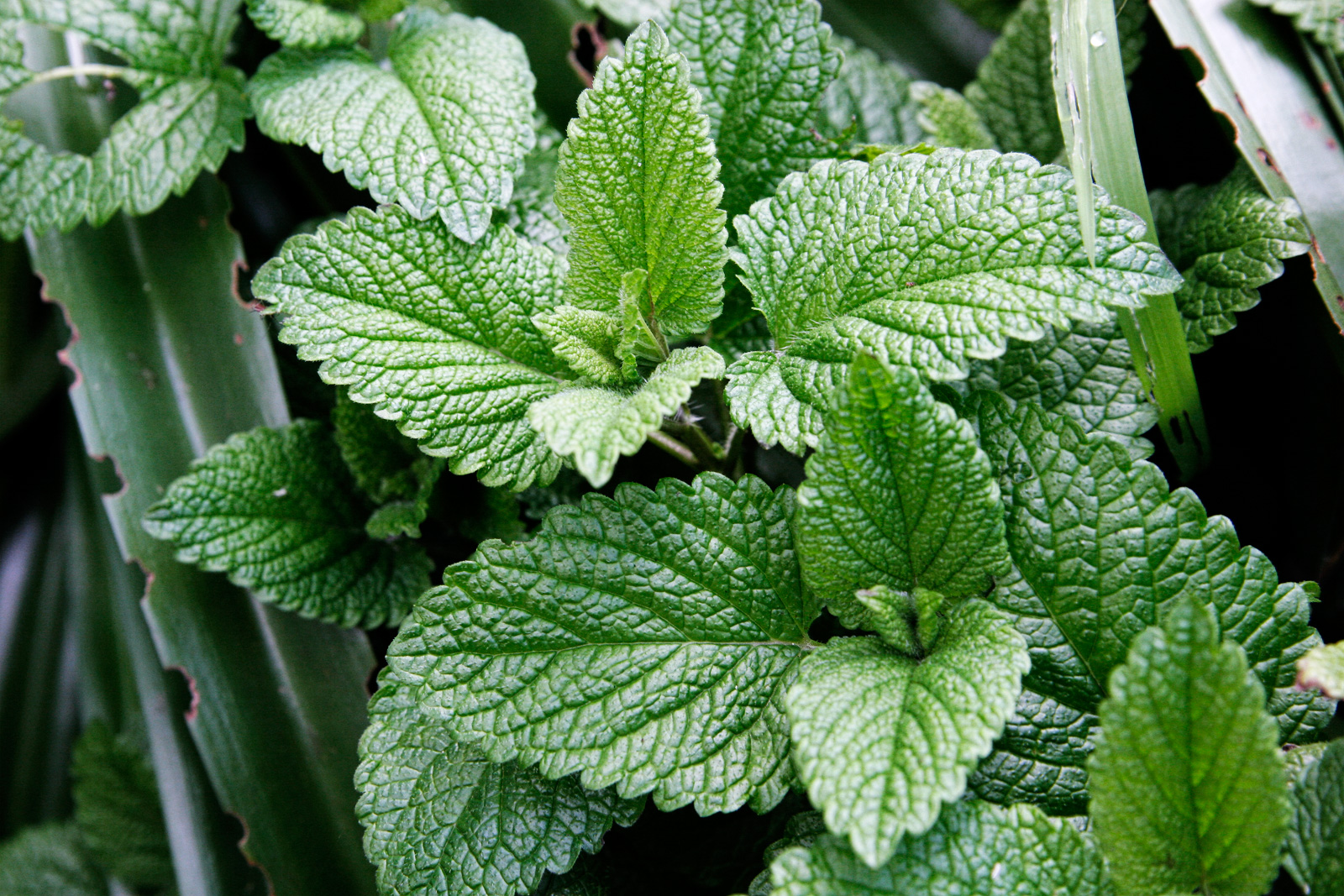
Hojas de menta

El color menta, también conocido como hoja de menta, es una representación del color de la planta conocida como menta.
El primer uso registrado de menta como nombre de color en inglés data de 1920.

### Prado de montaña
A la derecha se muestra el color prado de montaña.
Es un color de crayón Crayola formulado en 1998.

### Verde persa

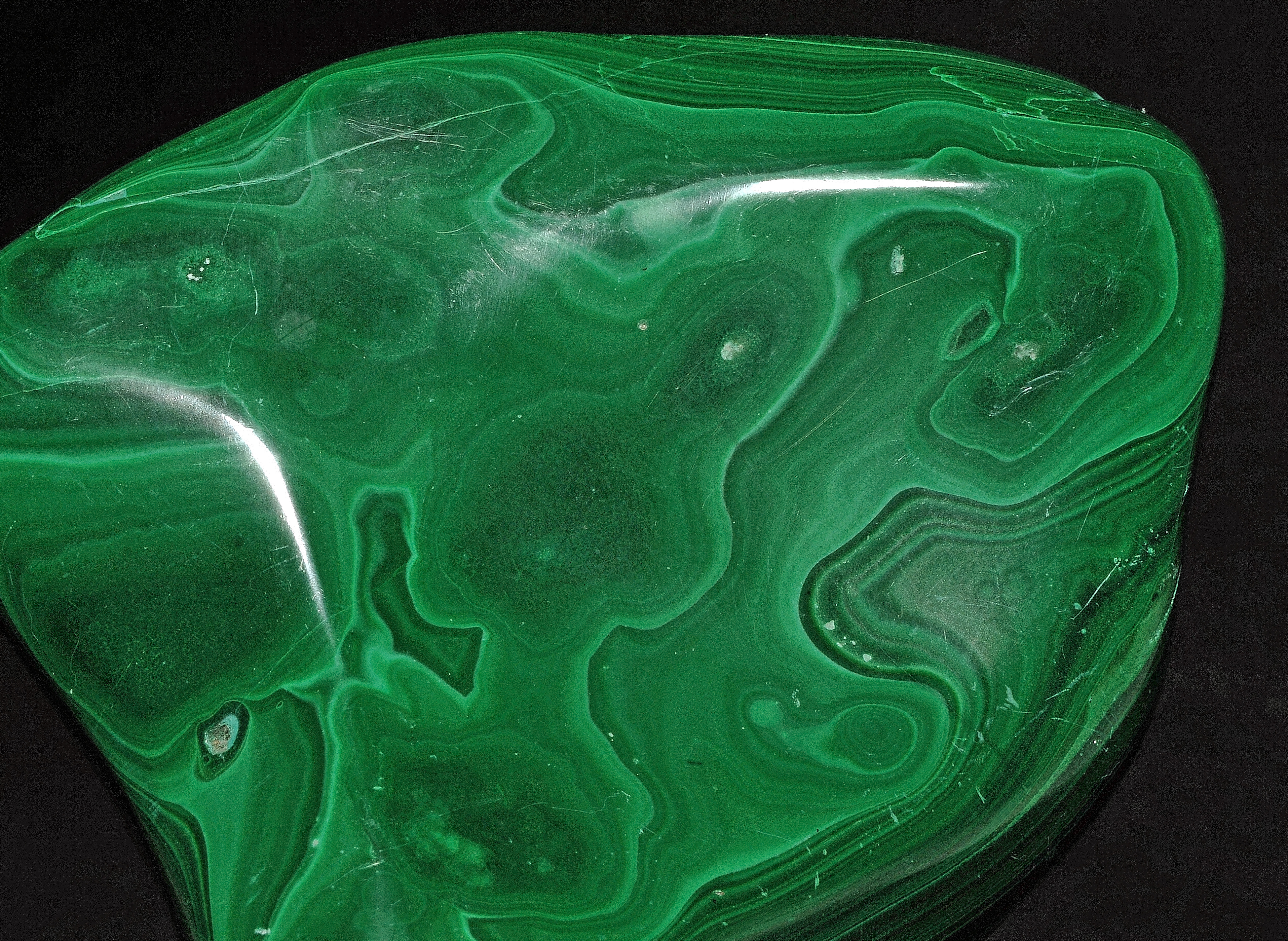
La malaquita incluye el color verde persa

El verde persa es un color usado para decorar la alfarería y para teñir los motivos de las alfombras confeccionadas en Irán.
Otros colores asociados con Persia incluyen el rojo persa y el azul persa. El color verde persa recibe su nombre del color verde de algunas cerámicas persas y es una representación del color del mineral malaquita. Es un color popular en Irán porque el color verde simboliza los jardines, la naturaleza, el cielo y la santidad. El primer uso registrado del verde persa como nombre de color en inglés fue en 1892.

### Verde espuma de mar
El verde espuma de mar es la versión Crayola del color anterior, con un tono mucho más brillante y claro. Fue introducido en 2001.

### Verde trébol (verde irlandés)

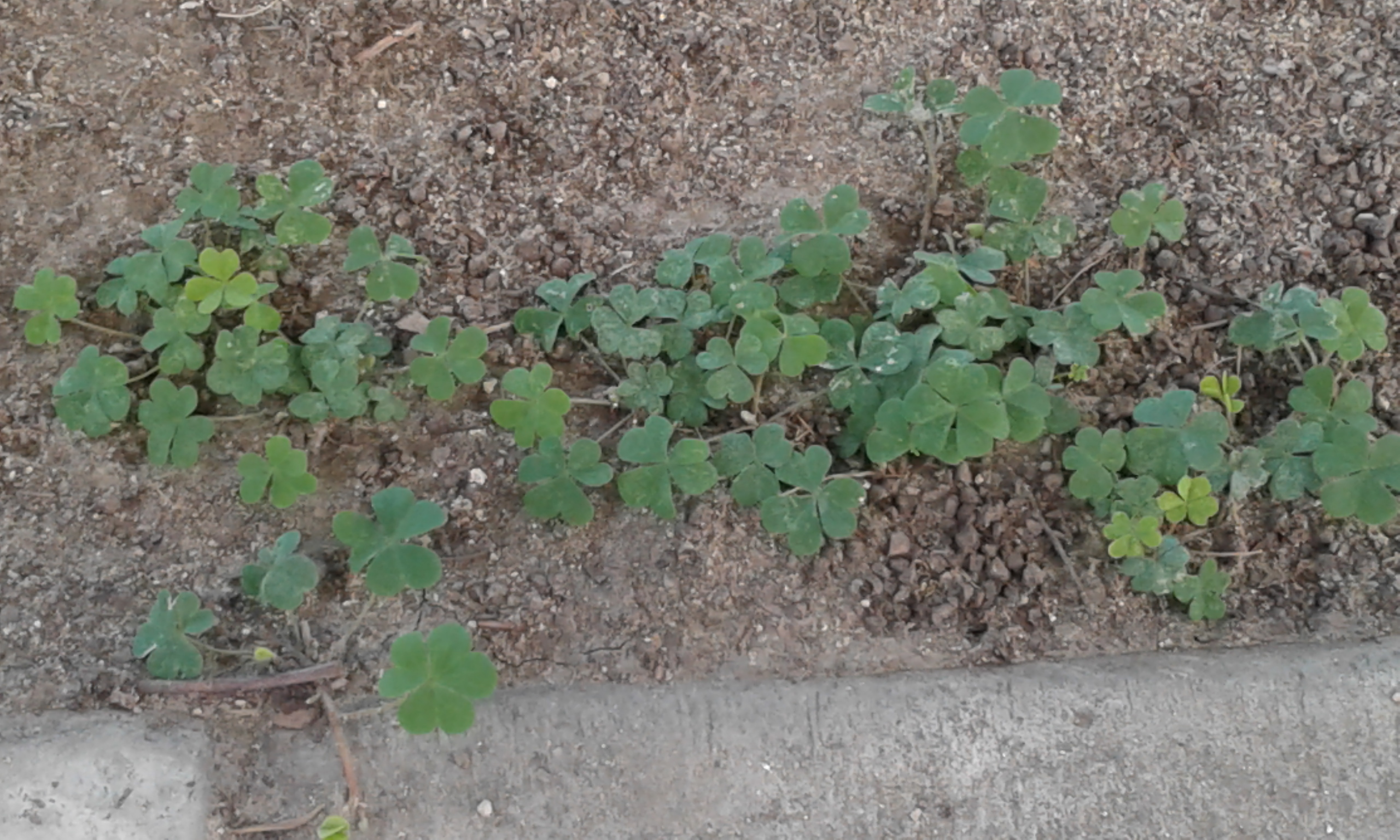
Tréboles

El verde trébol es un tono de verde que representa el color de los tréboles, un símbolo de Irlanda.
El primer uso registrado de "trébol" como nombre de color en inglés fue en la década de 1820 (año exacto incierto).
Este verde también se define como verde irlandés o Pantone 347.
Es uno de los colores de la bandera de Irlanda.
Es costumbre en Irlanda, Australia, Nueva Zelanda, Canadá y los Estados Unidos vestir ropa con este o con cualquier otro tono de verde el día de San Patricio, el 17 de marzo.
El Estado de California usa este tono de verde para colorear la hierba que aparece debajo del oso en su bandera estatal.
Los Boston Celtics de la NBA usan este tono para sus uniformes, logotipos y otros artículos comerciales relacionados con el club.

### Verde savia
El verde savia es un pigmento que tradicionalmente se elaboraba con bayas de espino maduras. Sin embargo, los colores modernos comercializados con este nombre suelen ser una mezcla de otros pigmentos, normalmente con una base de ftalocianina. La pintura verde savia se usó con frecuencia en The Joy of Painting, un programa de televisión conducido por el pintor y presentador Bob Ross.

### Jade

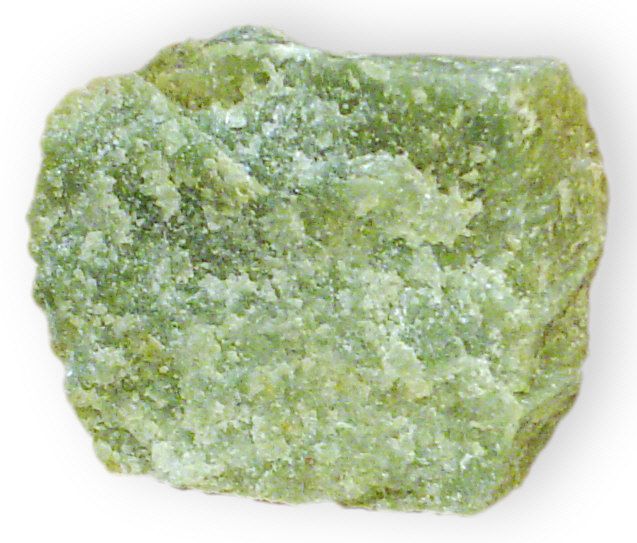
Muestra de jade

El color jade, también llamado verde jade, es una representación del color de la gema llamada jade, aunque el tono de la piedra en sí varía mucho.
El nombre del color verde jade se usó por primera vez en español en la forma piedra de ijada en 1569.
El primer uso registrado de jade green como nombre de color en inglés data de 1892.

### Malaquita

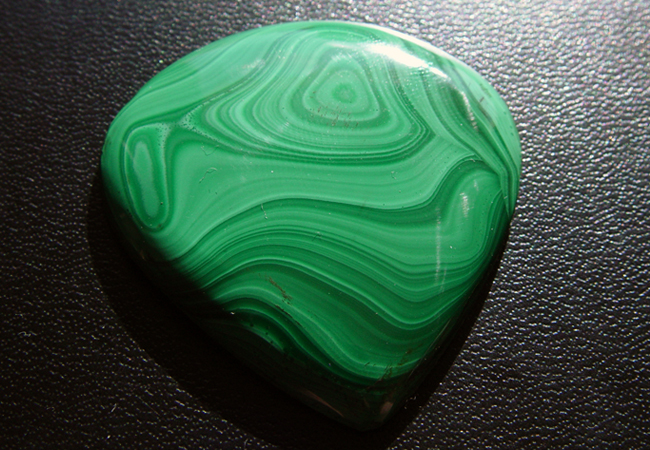
Muestra de malaquita pulida

El color malaquita, también llamado verde de malaquita, representa el color del mineral malaquita.
El primer uso registrado de "verde de malaquita" como nombre de color en inglés fue en el año 1200 (año exacto incierto).

### Ópalo

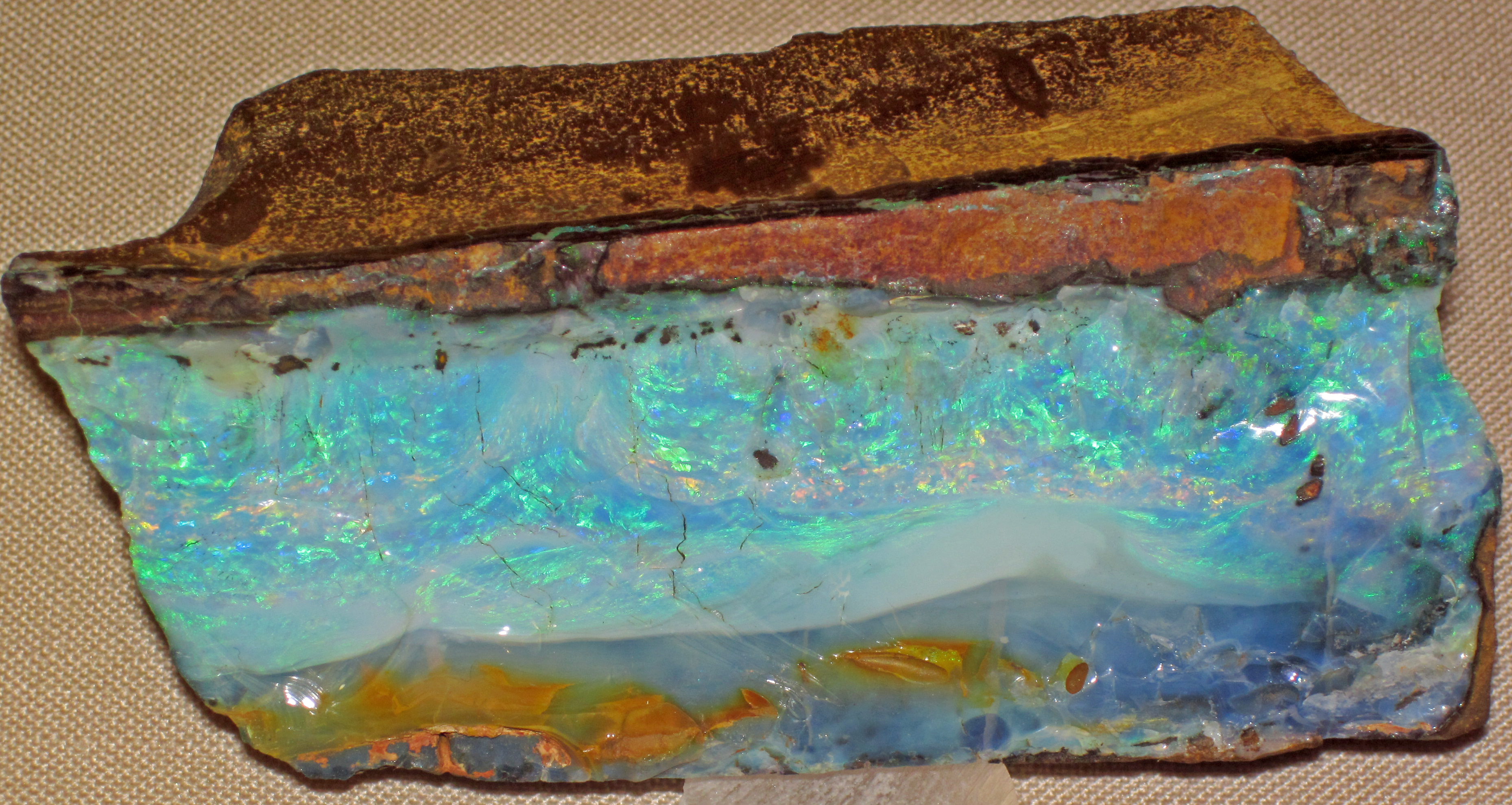
Ópalo en bruto en su matriz

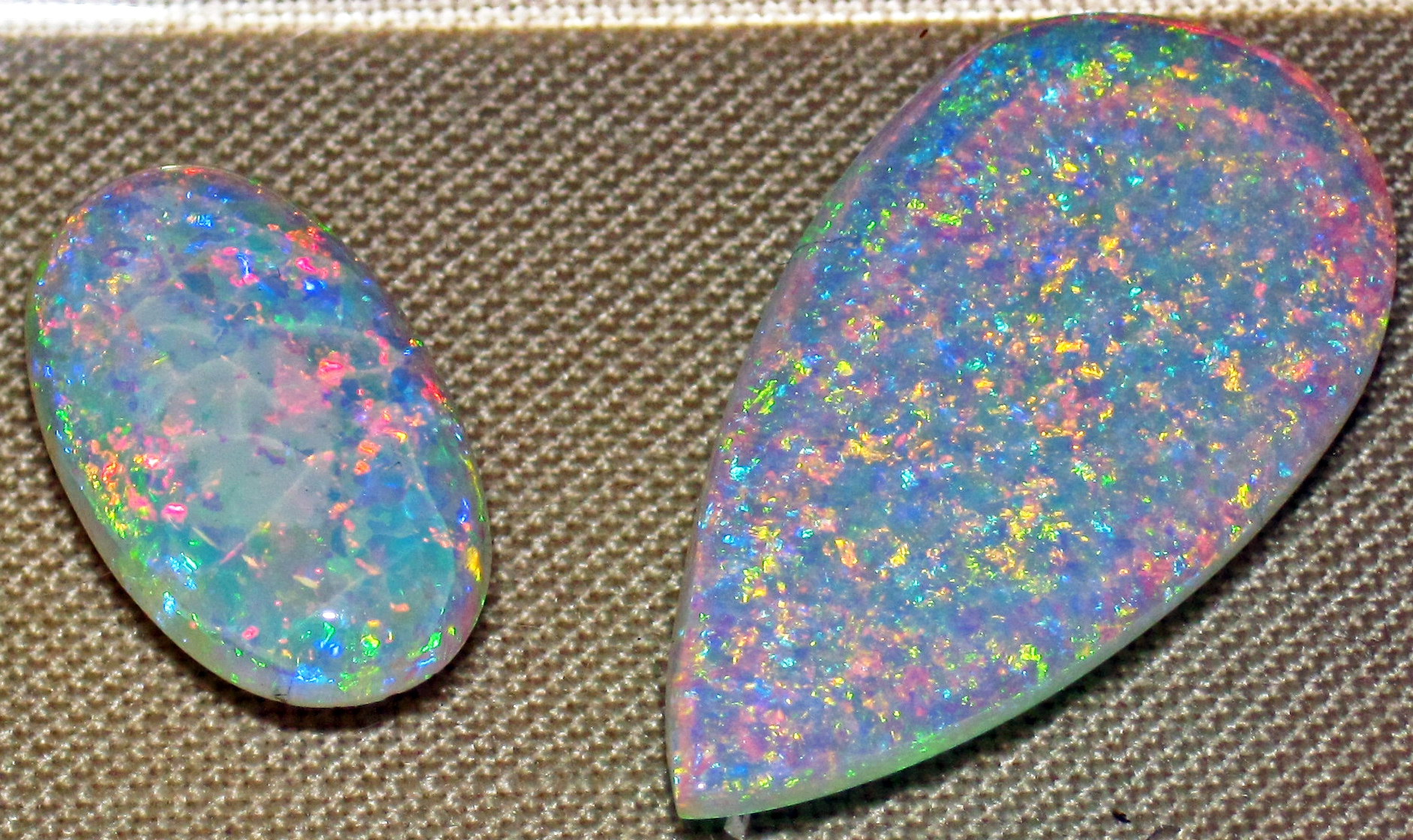
Ópalos cortados y pulidos

A la izquierda se muestra el color ópalo.
Es un tono pálido de cian que recuerda el color de una piedra preciosa, el ópalo, aunque como ocurre con otras gemas, puede aparecer en una amplia variedad de colores.

### Verde Brunswick

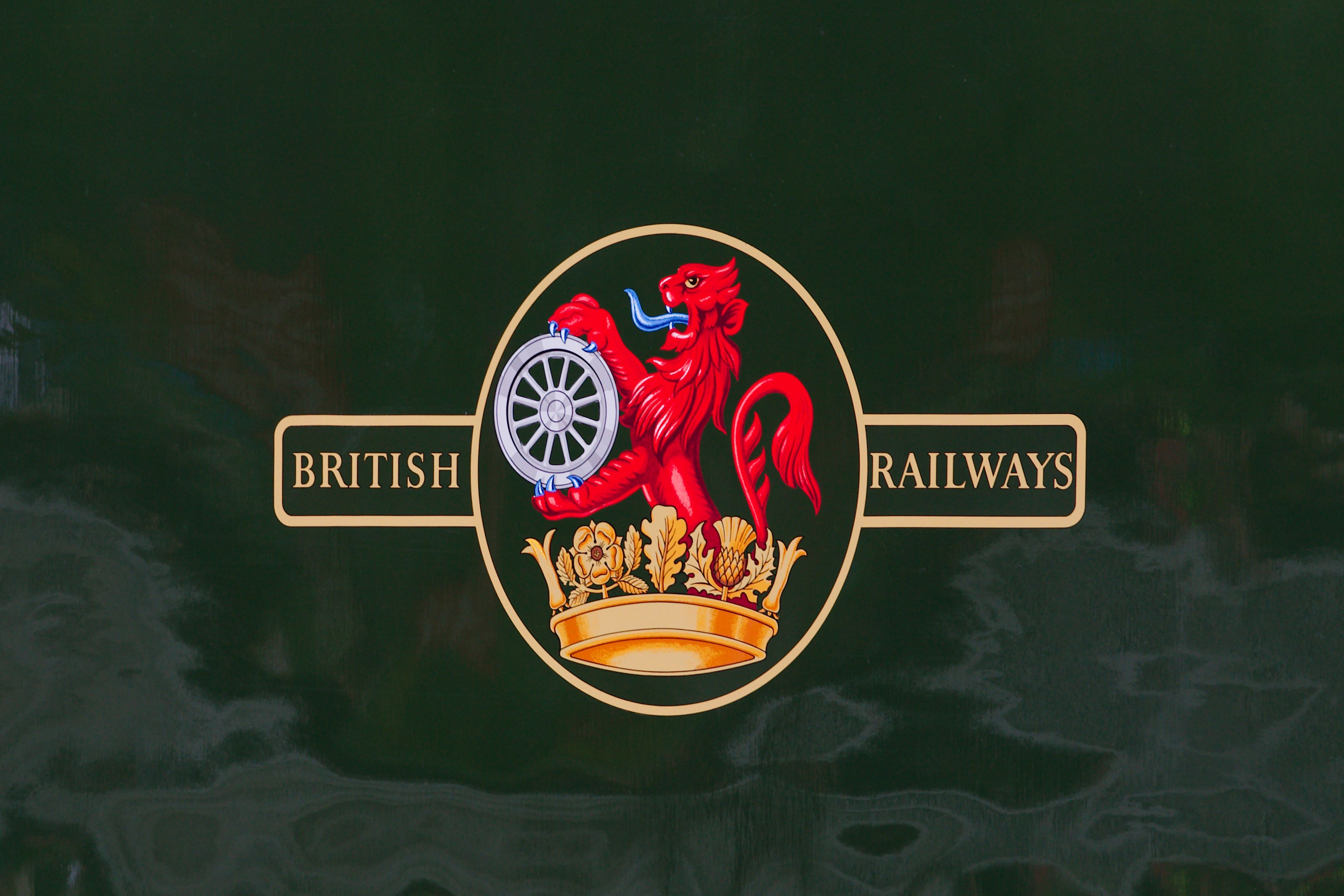
Escudo de British Railways sobre la pintura verde Brunswick del expreso Flying Dutchman

El verde Brunswick es un nombre común para los pigmentos verdes elaborados a partir de compuestos de cobre, aunque el nombre también se ha utilizado para otras formulaciones que producen un tono similar, como mezclas de amarillo de cromo y azul de Prusia. El pigmento lleva el nombre de Brunswick, Alemania, donde se fabricó por primera vez. Es un verde oscuro profundo, que puede variar de intenso a muy oscuro, casi negro.
El primer uso registrado de verde Brunswick como nombre de color en inglés fue en 1764. Otro nombre para este color es verde inglés. El primer uso de verde inglés como sinónimo de verde Brunswick se produjo en 1923.
El "verde Brunswick profundo" se reconoce comúnmente como parte del espectro verde de carreras británico, el color nacional de los coches del Reino Unido en las primeras épocas del automovilismo de competición.
Un color diferente, también llamado verde Brunswick, fue el color de las locomotoras de pasajeros de la agrupación y luego la nacionalizada British Rail. Había tres tonos de estos colores y están definidos bajo el estándar británico BS381C–225, BS381C–226 y BS381C–227 (ordenados de más claro a más oscuro). El verde Brunswick utilizado en la Región Oeste de British Railways para locomotoras de pasajeros era el BS381C-227 (RGB (30:62:46)). RAL6005 es un sustituto cercano del BS381C–227. Una característica de estos colores fue la facilidad para que se generaran mezclando botes completos de colores primarios, de ahí la capacidad de obtener colores razonablemente consistentes mediante un procedimiento de mezcla manual en distintas instalaciones ferroviarias.
El color utilizado por el Ferrocarril de Pensilvania para sus locomotoras a menudo se llamaba verde Brunswick, pero oficialmente se denominaba "esmalte de locomotora verde oscuro" (DGLE). Este era un tono de verde tan oscuro que era casi negro, pero que se volvía más verde con el paso del tiempo y la intemperie a medida que los compuestos de cobre se oxidaban progresivamente.

### Verde Castleton
El verde Castleton es uno de los dos colores oficiales de la Universidad de Castleton en Vermont. Los colores oficiales de la universidad son verde (PMS 343) y blanco. La Oficina de Marketing y Comunicaciones de la Universidad de Castleton creó los colores de Castleton para el desarrollo web y de logotipos y tiene pautas técnicas, derechos de autor y protección de la privacidad; así como logotipos e imágenes que los desarrolladores deben seguir en las pautas de la universidad para usar los logotipos oficiales de Castleton. Si los desarrolladores web utilizan el verde en el sitio web de una universidad, se les recomienda que utilicen el verde de Castleton. Se utiliza de forma destacada para representar a los equipos atléticos de Castleton, los Castleton Spartans.

### Verde botella

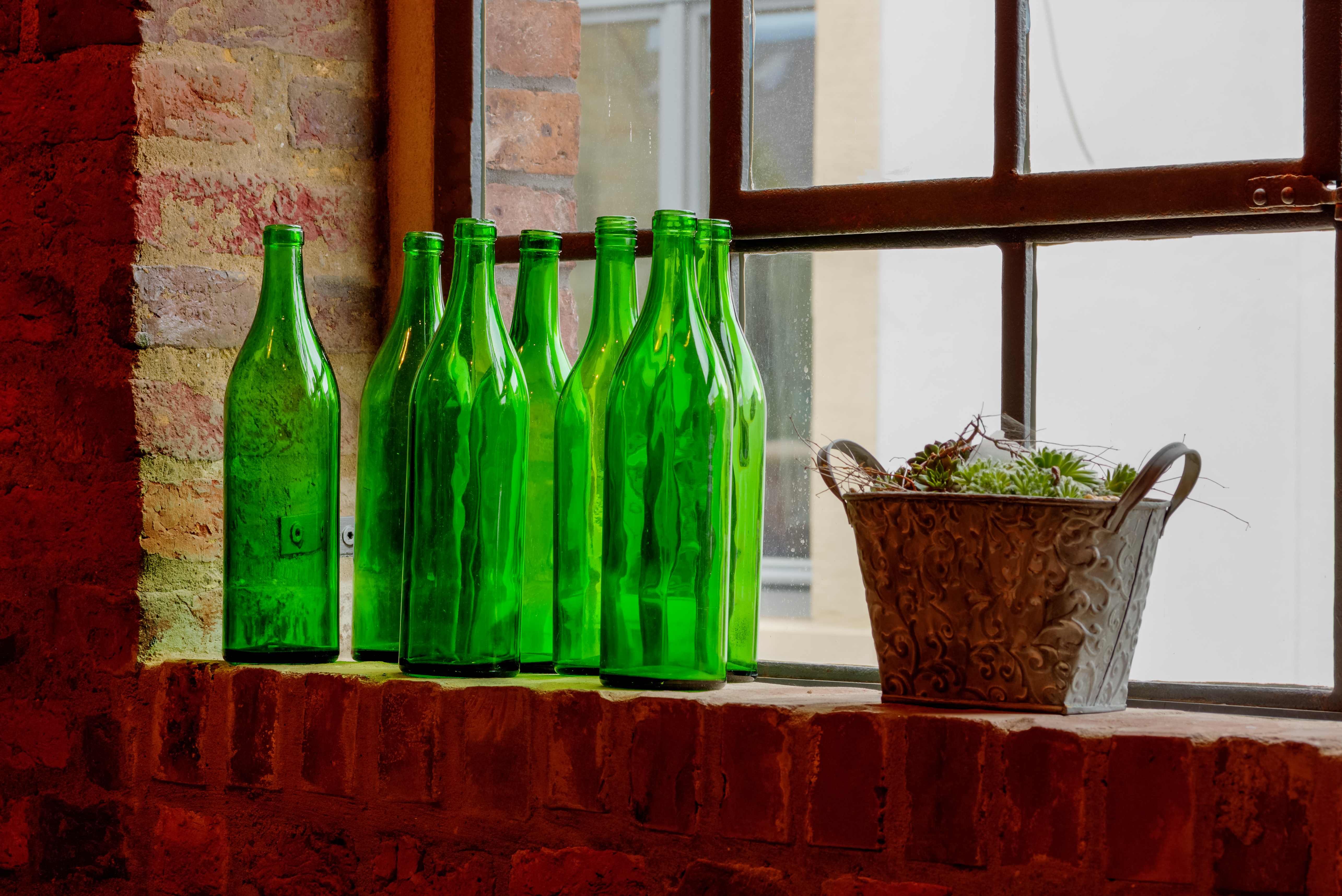
Botellas verdes en un alféizar

El verde botella es un tono oscuro de verde, similar al verde pino. Es una representación del color de las botellas de vidrio verdes.
El primer uso registrado de verde botella como nombre de color en inglés fue en 1816.
El verde botella es un color en los conjuntos de marcadores y lápices Prismacolor. También es el color del uniforme del Servicio de Policía de Irlanda del Norte que reemplazó los uniformes de color verde rifle del "Royal Ulster Constabulary" en 2001. También es el verde que se usa en los uniformes de la South Sydney High School en Sídney.
También es el color más asociado con las señales de guía y los nombres de las calles en los Estados Unidos.
Además, es el color de fondo de la Bandera de Bangladés, tal como lo define el gobierno de Bangladés. Otro nombre para este color es Bangladesh green.

### Verde Dartmouth
El verde Dartmouth es el color oficial del Dartmouth College, adoptado en 1866. Fue elegido por ser el único color primario fácilmente distinguible que no había sido elegido por alguna otra institución. Se utiliza de forma destacada como el nombre del equipo atlético del Dartmouth College, el Dartmouth Big Green. Los equipos atléticos de Dartmouth adoptaron este nuevo nombre después de que la universidad suspendiera oficialmente el uso de su mascota no oficial, el Dartmouth Indian, en 1974.
El verde y el blanco de Dartmouth son los colores principales del club de baloncesto lituano Žalgiris Kaunas.

### Verde GO Transit

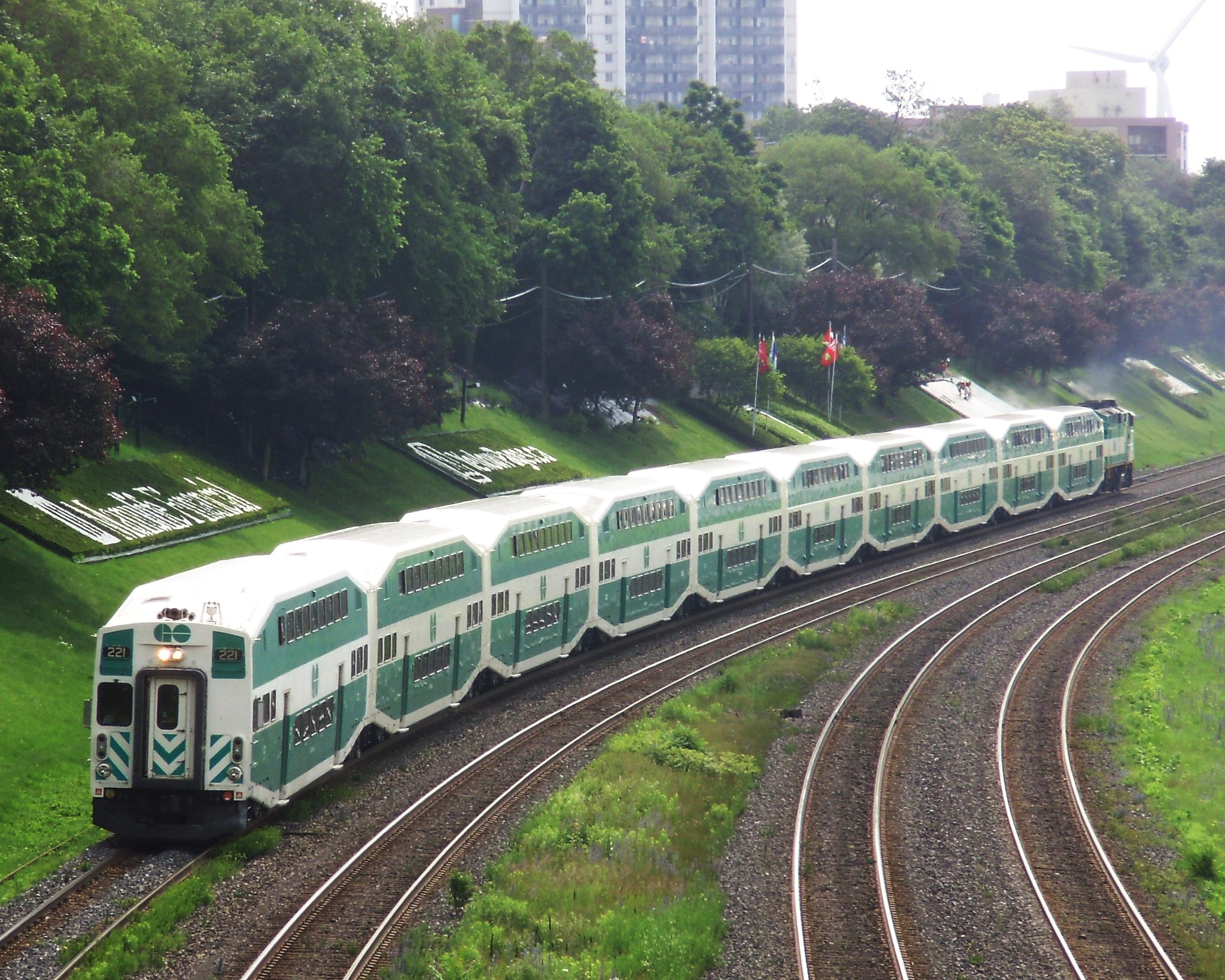
Un tren de GO Transit de la Línea West Lakeshore en Toronto, Canadá

El verde GO fue el color utilizado para el servicio GO Transit dentro del sistema regional de transporte de cercanías en el Área metropolitana de Toronto.
Entre 1967 y 2013, la marca y el color que ha adornado cada uno de sus trenes, autobuses y otras propiedades en general se mantuvieron sin cambios. También coincidía con el tono de verde utilizado en las señales de las carreteras de Ontario. En julio de 2013, GO Transit actualizó su apariencia a un esquema de color de dos tonos.

### Verde Gotham
El verde Gotham es el color oficial del equipo de fútbol americano New York Jets desde el 4 de abril de 2019. El nombre es una referencia a uno de los alias por los que se conoce a la ciudad de Nueva York. 

### Verde de Pakistán
El verde de Pakistán es un tono de verde oscuro que se utiliza en el desarrollo web y en el diseño gráfico. También es el color de fondo de la bandera de Pakistán. Es casi idéntico al HTML/Sistema de ventanas X X11 en los valores del espacio de color sRGB y HSV.

### Verde de la Estatal de Sacramento
En 2004, Universidad Estatal de Sacramento se renombró como Estatal de Sacramento (Sacramento State), manteniendo el nombre oficial en forma larga. En el proceso de renovación de la imagen de la universidad se seleccionó un nuevo logotipo, y en 2005 se formalizaron los colores que utilizaría.

### Verde de París
El verde de París es un color que va desde el verde azulado pálido y vivo hasta un verde auténtico más profundo. Proviene del compuesto acetoarsenito de cobre (II) y alguna vez fue un pigmento popular en las pinturas de los artistas.

### Verde español
El verde español es el color que se denomina verde en la Guía de coloraciones de Rosa Gallego y Juan Carlos Sanz, diccionario de colores publicado en 2005 y muy popular en el ámbito hispanohablante.

### Verde UNT
El verde UNT es uno de los tres colores oficiales utilizados por la Universidad del Norte de Texas. Es el color principal que aparece en la marca y el material promocional producido por y en nombre de la universidad.

### Verde bosque UP
A la derecha se muestra el verde bosque UP, uno de los colores oficiales utilizados por la Universidad de Filipinas, designado como UP forest green. Se basa en las especificaciones de color aprobadas para utilizarse en el sello de la universidad.

### Verde de Hooker
El verde de Hooker es un color verde oscuro creado al mezclar azul de Prusia y gutagamba. Se muestra a la derecha. Toma su nombre del artista botánico William Hooker (1779-1832), quien lo creó especialmente para sus ilustraciones de las hojas de distintos vegetales.

### Azul Fuerza Aérea
El Aero blue es un color cian verdoso fluorescente. Se usó en uno de los marcadores permanentes de la marca Sharpie. Curiosamente, no existe ningún procedimiento para recrear el efecto de la fluorescencia en la pantalla de un ordenador.

### Cielo matutino

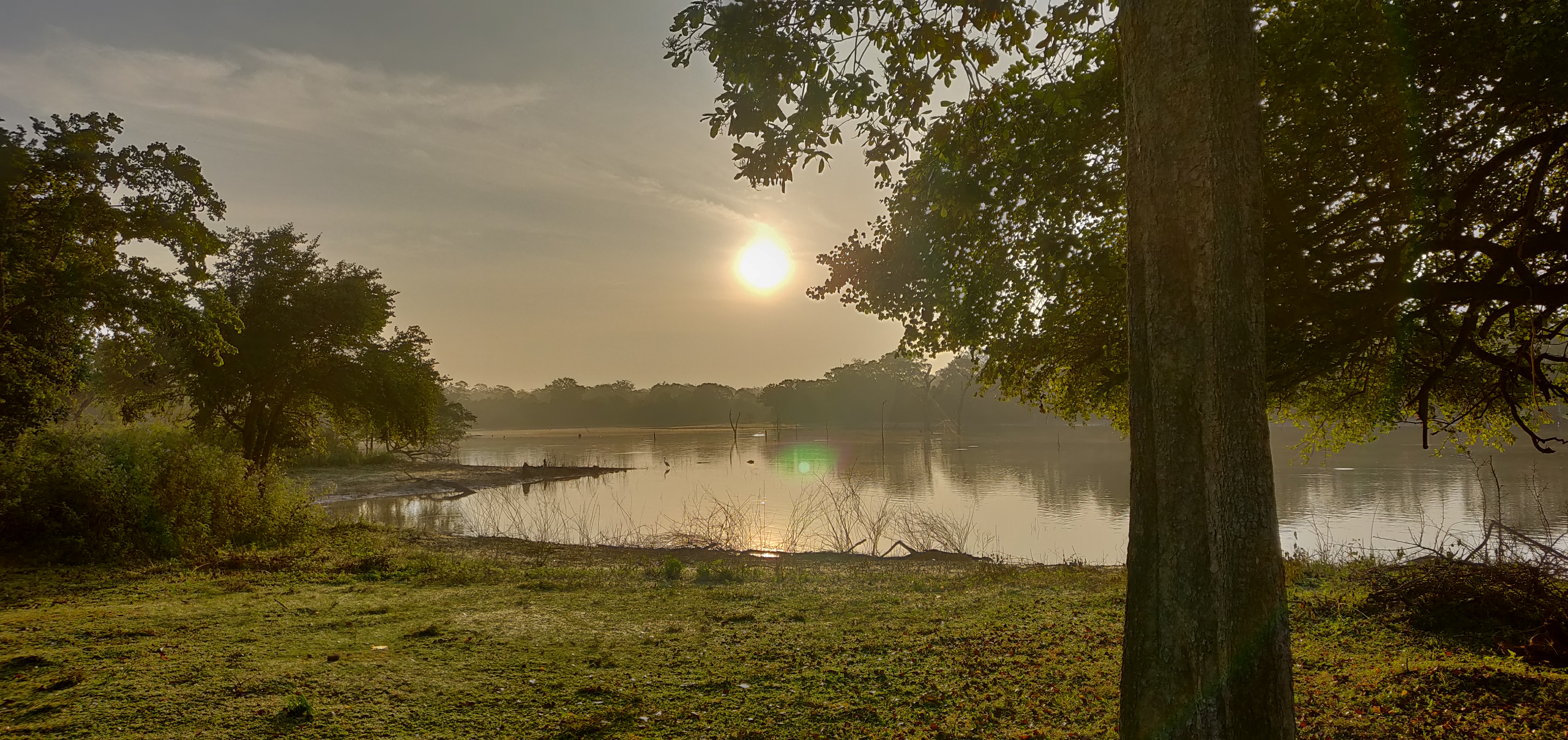
Imagen del cielo matutino

El color cielo matutino, también conocido como azul de la mañana, es una representación del color del cielo en las primeras horas tras el amanecer.
Se desconoce el año del primer uso registrado del término morning blue como nombre de un color en inglés.

### Verde Feldgrau
El verde Feldgrau (gris de campaña en alemán) fue el color del uniforme de campo del Ejército Alemán de 1937 a 1945, así como del Ejército Popular Nacional de la antigua Alemania Oriental. De forma coloquial, el término feldgrau solía servir para hacer referencia a los ejércitos de Alemania (como el Ejército Imperial Alemán).